# هيلينا نوغيرا
هيلينا نوغيرا (بالإنجليزية: Helena Nogueira)‏، هي مُخرجة جنوب أفريقية. تُعد هيلينا نوغيرا أول امرأة تُخرج فيلما روائيا طويلا في جنوب أفريقيا.

## أعمالها

### أفلام وثائقية
- «شعب الفوغارد» (بالإنجليزية: Fugard's People)‏ (1982).
- «إنغريد يونكر: حياتها ووقتها...» (بالإنجليزية: Ingrid Jonker: Her Lives and Time...)‏ (2002).

### أفلام روائية طويلة
- «البحث عن الحب» (بالإنجليزية: Quest for Love)‏(1988).
- «الفاشي الجيد» (بالإنجليزية: The Good Fascist)‏ (1992).

## روابط خارجية
هيلينا نوغيرا على موقع IMDb (الإنجليزية)